# Entraîneur de l'année FIFA 2010
La liste des nommés pour le prix d'entraîneur de l'année FIFA de 2010 est annoncé le 26 octobre 2010. Les trois finalistes sont annoncés le 6 décembre 2010. Il s'agit de Pep Guardiola, Vicente del Bosque et José Mourinho. Le prix a été remis le 10 janvier 2011 à Zurich en Suisse lors d'un gala au cours duquel est également décerné le Ballon d'or 2010. Le vainqueur est José Mourinho.

## Football masculin
Dix entraîneurs sont nommés, dont les quatre sélectionneurs des demi-finalistes de la Coupe du monde de football de 2010 que sont Joachim Löw pour l'Allemagne, Vicente del Bosque pour l'Espagne, Bert van Marwijk pour les Pays-Bas et Óscar Tabárez pour l'Uruguay. José Mourinho du Real Madrid CF fait également partie de la liste des pré-sélectionnés après avoir remporté le championnat d'Italie et la Ligue des champions de l'UEFA 2009-2010 à la tête de l'Inter Milan. Sont également nommés les entraîneurs des trois premiers de l'édition 2009-2010 du championnat d'Angleterre Carlo Ancelotti (Chelsea FC), Alex Ferguson (Manchester United FC) et Arsène Wenger (Arsenal FC), ainsi que les entraîneurs vainqueurs du championnat d'Espagne Pep Guardiola (FC Barcelone) et du championnat d'Allemagne Louis van Gaal (Bayern Munich),.
Liste par ordre alphabétique :
- Carlo Ancelotti ( Chelsea)
- Vicente del Bosque ( équipe d'Espagne)
- Alex Ferguson ( Manchester United)
- Pep Guardiola ( FC Barcelone)
- Joachim Löw ( équipe d'Allemagne)
- José Mourinho ( Inter Milan, puis  Real Madrid)
- Óscar Tabárez ( équipe d'Uruguay)
- Louis van Gaal ( Bayern Munich)
- Bert van Marwijk ( équipe des Pays-Bas)
- Arsène Wenger ( Arsenal).

## Football féminin
Parmi les dix nommés au titre d'entraîneur d'équipe féminine de l'année, huit sont sélectionneurs d'une sélection nationale. Les deux entraîneurs de club sont Albertin Montoya, vainqueur de la Women's Professional Soccer 2010 avec le FC Gold Pride, et Bernd Schröder, vainqueur de la Ligue des champions féminine de l'UEFA 2009-2010 avec le 1. FFC Turbine Potsdam. Sont aussi nommés les sélectionneurs des deux premiers au classement mondial féminin de la FIFA, soit Pia Sundhage avec l'équipe des États-Unis et Silvia Neid avec l'Allemagne, ainsi que les sélectionneurs Bruno Bini (équipe de France), Hope Powell (équipe d'Angleterre), Norio Sasaki (équipe du Japon) et Béatrice von Siebenthal (équipe de Suisse). La liste comprend également deux responsables d'équipes nationales des moins de 20 ans : Maren Meinert, vainqueur de la Coupe du monde de football féminin des moins de 20 ans 2010 avec l'Allemagne, et In Cheul Choi, demi-finaliste avec la Corée du Sud. Le prix est attribué à Silvia Neid,.
La liste des nommés par ordre alphabétique :
- Bruno Bini ( équipe de France)
- In Cheul Choi ( équipe de Corée du Sud des moins de 20 ans)
- Maren Meinert ( équipe d'Allemagne des moins de 20 ans)
- Albertin Montoya ( FC Gold Pride)
- Silvia Neid ( équipe d'Allemagne)
- Hope Powell ( équipe d'Angleterre)
- Norio Sasaki ( équipe du Japon)
- Bernd Schröder ( 1. FFC Turbine Potsdam)
- Pia Sundhage ( équipe des États-Unis)
- Béatrice von Siebenthal ( équipe de Suisse)